# Derolus arnoldi
Derolus arnoldi là một loài bọ cánh cứng trong họ Cerambycidae.